# Wolfgang Balk
Wolfgang Balk (* 20. Januar 1949 in München) ist ein deutscher Verleger.

## Leben
Wolfgang Balk absolvierte eine Lehre aus Buchhändler beim Carl Hanser Verlag und war dort anschließend als Werbeassistent tätig. Er holte das Abitur nach und studierte Germanistik, Linguistik, Philosophie sowie Buchwissenschaft in München. Von 1981 bis 1985 war er Vertriebsleiter beim Hirmer Verlag. 1986 wurde er Cheflektor des Fischer Taschenbuch Verlages. 1996 wurde er Verlegerischer Geschäftsführer des Deutschen Taschenbuch Verlags (dtv). Er leitete den dtv bis 2015.
Im Jahre 2000 wurde Wolfgang Balk von der Fachzeitschrift Buchmarkt als „Verleger des Jahres“ ausgezeichnet.